# 1. deild karla 1981
Mùa giải 1981 của 1. deild karla là mùa giải thứ 27 của bóng đá hạng hai ở Iceland.

## Bảng xếp hạng
| Vị thứ | Đội          | Số trận | Thắng | Hòa | Thua | Bàn thắng | Bàn thua | Hiệu số | Điểm | Ghi chú                     |
| ------ | ------------ | ------- | ----- | --- | ---- | --------- | -------- | ------- | ---- | --------------------------- |
| 1      | Keflavík     | 18      | 13    | 2   | 3    | 38        | 12       | +26     | 28   | Thăng hạng Úrvalsdeild 1982 |
| 2      | ÍBÍ          | 18      | 12    | 3   | 3    | 34        | 18       | +16     | 27   | Thăng hạng Úrvalsdeild 1982 |
| 3      | Þróttur R.   | 18      | 7     | 7   | 4    | 22        | 13       | +9      | 21   |                             |
| 4      | Reynir S.    | 18      | 8     | 5   | 5    | 20        | 16       | +4      | 21   |                             |
| 5      | Fylkir       | 18      | 8     | 3   | 7    | 23        | 18       | +5      | 19   |                             |
| 6      | Völsungur    | 18      | 6     | 5   | 7    | 21        | 20       | +1      | 17   |                             |
| 7      | Skallagrímur | 18      | 5     | 5   | 8    | 20        | 21       | -1      | 15   |                             |
| 8      | Þróttur N.   | 18      | 4     | 6   | 8    | 16        | 23       | -7      | 13   |                             |
| 9      | Selfoss      | 18      | 3     | 3   | 12   | 10        | 36       | -26     | 9    | Xuống hạng 2. deild 1982    |
| 10     | Haukar       | 18      | 2     | 5   | 11   | 19        | 46       | -27     | 9    | Xuống hạng 2. deild 1982    |

## Danh sách ghi bàn
| Cầu thủ            | Số bàn thắng | Đội bóng  |
| ------------------ | ------------ | --------- |
| Ólí Þór Magnússon  | 10           | Keflavík  |
| Olgeir Sigurðsson  | 9            | Völsungur |
| Ómar Björnsson     | 9            | Reynir S. |
| Steinar Jóhannsson | 9            | Keflavík  |
| Ómar Egilsson      | 8            | Fylkir    |
| Ragnar Margeirsson | 8            | Keflavík  |